# Megaselia mendax
Megaselia mendax är en tvåvingeart som beskrevs av Borgmeier 1962. Megaselia mendax ingår i släktet Megaselia och familjen puckelflugor. Inga underarter finns listade i Catalogue of Life.